# 罗韦塔
罗韦塔（義大利語：Rovetta），是意大利贝加莫省的一个市镇。总面积23平方公里，人口3889人，人口密度169.1人/平方公里（2009年）。国家统计（ISTAT）代码为016187。

## 友好城市
- 西班牙比拉凡